# Pancuran Tiga
Pancuran Tiga is een bestuurslaag in het regentschap Kerinci van de provincie Jambi, Indonesië. Pancuran Tiga telt 890 inwoners (volkstelling 2010).